# 徽位

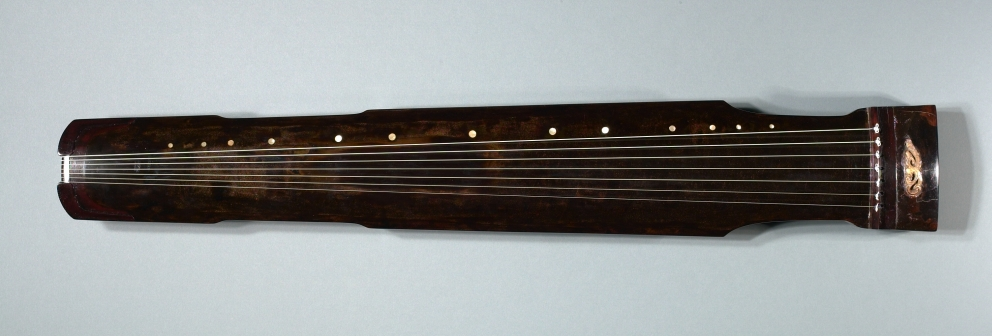
古琴上標示徽位的螺鈿

徽位，或稱徽，是古琴上的音位，1張古琴通常有13個徽，以螺鈿、玉等標示。根據琴弦的泛音位取得的節點而設置，弦的1/2、2/5、1/3、1/4、1/5、1/6、1/8處稱為七徽、六徽、五徽、四徽、三徽、二徽、一徽，八至十三徽与六至一徽关于七徽对称。
關於古琴徽位的最早記錄之一是《西京雜記》，其中有“二十六徽皆用七宝饰之”之語，然而此書本身恢詭怪譎並不可信。不過至少在嵇康（223年前後－263年前後）的《琴賦》中就已有“徽以钟山之玉冬”直說，即可以推斷徽位的出現至少可以追溯到晉朝。 至於《淮南子·修务训》中的“搏琴抚弦，参弹复徽”句則有爭議，鄭祖襄以爲“徽”字指的是彈奏的動作，而饒宗頤則認爲以爲確是指琴徽。